# Retiens la nuit (chanson)
Singles de Johnny Hallyday
Wap-dou-wap
(1961) I Got a Woman
(1962)
Retiens la nuit est une chanson de Johnny Hallyday, écrite par Charles Aznavour et Georges Garvarentz. Sortie en 1961, elle s'inscrit parmi les classiques de son interprète.

## Histoire
Retiens la nuit est écrite pour le texte par Charles Aznavour et pour la musique par Georges Garvarentz. Aznavour, qui apprécie le talent de Johnny Hallyday et a déjà écrit pour lui le rock Il faut saisir sa chance (sur une composition de Garvarentz), avec ce slow langoureux lui permet d'enrichir son répertoire et de toucher un plus large public,.
Bien qu'elle ne soit pas la première chanson douce d'Hallyday, Retiens la nuit marque une étape importante quant à la reconnaissance artistique du chanteur, alors encore fortement contesté par les critiques et la presse pour adultes. Au delà du grand succès obtenu auprès du public, la chanson modifie quelque peu le regard que portent sur lui les médias, qui, bien que fustigeant toujours son jeu de scène et les débordements que provoquent ses apparitions publiques, désormais soulignent également son talent d'interprète.
Si Retiens la nuit sort mi-décembre 1961, sur le premier album studio Philips de Johnny Hallyday Salut les copains, c'est sur le grand écran, dès janvier 1962, que le grand public la découvre avec le film de Marc Allégret, Les Parisiennes, dans lequel Johnny Hallyday la chante à sa partenaire Catherine Deneuve,,,. Cette « version cinéma » (plus courte que celle diffusée sur disque — 1 min 22 s contre 2 min 57 s et restée inédite au disque jusqu'en 1993), précède sa diffusion en super 45 tours et en 33 tours 25 cm en février (Retiens la nuit),.
La chanson Retiens la nuit est numéro un au hit-parade français durant neuf semaines à partir du 3 mars 1962 et sera l'un des titres forts du deuxième Olympia de Johnny Hallyday à l'automne.

## Classements hebdomadaires
| Classement (1961)                       | Meilleure position |
| --------------------------------------- | ------------------ |
| Espagne                                 | 3                  |
| France                                  | 1                  |
| Italie                                  | 11                 |
| Belgique (Wallonie Ultratop 50 Singles) | 2                  |

## Sessions d'enregistrement et musiciens
Réalisé par Lee Hallyday, Retiens la nuit est enregistré à Paris, au studio Blanqui, en novembre 1961. Johnny y est accompagné par son groupe Les Golden Strings :
- Jean-Pierre Martin : guitare
- Claude Horn : guitare solo
- Louis Belloni : batterie
- Marc Hemmler : piano
- Jean Toscan : saxophone

En 1962 à Nashville, lors des sessions d'enregistrement de l'album Sings America's Rockin' Hits, sur une adaptation de Margie Singleton (en), Johnny Hallyday enregistre une version anglaise de Retiens la nuit intitulée Hold Back The Sun. Ce titre est resté inédit en France jusqu'en 1993.
À l'étranger, Hold Back The Sun a été distribué en 45 tours aux États-Unis et en Angleterre  notamment.

## Discographie
Version studio
Nota : pour l'ensemble des parutions de 1961 et 1962, références :
Décembre 1961 : 
- 45 tours promo Philips 372 946 : Sam'di soir (face B)
- album Salut les copains 33 tours Philips : édition "de luxe" B 77374L ; édition "courante B 77374L ou/et seconde référence 844831

Janvier 1962 :
- super 45 tours Philips 432739 ; Sam'di soir, Ya ya twist, La faute au twist (autres titres du single)

9 février 1962 : 
- 33 tours 25 cm Philips Retiens la nuit

Discographie live
- 1962 : Johnny à l'Olympia[18]
- 2013 : Born Rocker Tour[19]

Retiens la nuit est également interprété sur scène, incluse dans un medley en :
- 1965 : Olympia 1965[20]
- 1976 : Johnny Hallyday Story - Palais des sports[21]
- 1993 : Parc des Princes 1993[22]
- 1998 : Stade de France 98 Johnny allume le feu[23]

BOF
La version courte du film Les Parisiennes, restée inédite en disque durant trente deux ans, est diffusée en CD en 1993 à l'occasion de la sortie d'une intégrale.
Hold Back The Sun (version anglaise)
États-Unis :
- 1962 : 45 tours Philips 40014 : Shake The Hand Of The Fool, Hold Back The Sun[25]

Angleterre :
- 1962 : 45 tours Philips 304000 : Hold Back The Sun, Shake The Hand Of The Fool[26]

## Reprises
Claude François reprend la chanson en 1966, lors d'un Palmarès des Chansons consacré à Johnny Hallyday.
Charles Aznavour enregistre Retiens la nuit, dans une version plus jazz, en 1978. Il l’interprète également en anglais (Hold back the night).
Salvatore Adamo reprend la chanson en 1996.
Benjamin Biolay enregistre Retiens la nuit, en 2017, sur l'album On a tous quelque chose de Johnny.
Sylvie Vartan la reprend en 2018, sur l'album Avec toi.